# John Carew (Politiker, vor 1508)
John Carew (* vor 1508; † zwischen 7. April 1544 und 6. Februar 1545) war ein englischer Politiker, der einmal als Abgeordneter für das House of Commons gewählt wurde.
John Carew war der zweite oder dritte Sohn von John Carew aus Antony, einem Angehörigen der Gentry von Cornwall, und dessen Frau Thomasin Holland. Sein älterer Bruder Wymond Carew wurde der Erbe der Besitzungen seines Vaters. Durch den Einfluss von Wymond, der im Dienst des Duchy of Cornwall aufstieg, und durch den Einfluss des entfernt mit ihm verwandten Sir Giles Strangways konnte Carew vor 1529 als Zollbeamter in den Dienst von William Bond in Dorset treten. Vor Juli 1538 wurde er schließlich mit der Zollerhebung in Poole beauftragt. Carew hatte zunächst ein Anwesen in Oakley gepachtet, später zog er nach Canford bei Wimborne Minster. Wohl mit Förderung durch Strangways, der in Poole erheblichen Einfluss besaß, wurde Carew bei der Unterhauswahl von 1542 zusammen mit Oliver Lawrence, einem anderen Zollbeamten zum Abgeordneten für das Borough Poole gewählt. Über seine Tätigkeit im House of Commons ist nichts bekannt. Er machte am 7. April 1544 sein Testament, in dem er seine Frau Mary, einen Sohn und eine Tochter bedachte, und starb wohl noch vor der nächsten Unterhauswahl Anfang 1545. Seine Witwe erhielt gemäß seinem Testament am 6. Februar 1545 seine Besitzungen.